# Partido Comunista de Aragón
El Partido Comunista de España Aragón (PCE-Aragón) es la organización del Partido Comunista de España (PCE) en la comunidad autónoma de Aragón.

## Historia
Los orígenes del PCE-Aragón datan de 1971, cuando el órgano del Comité Provincial de Zaragoza del PCE pasa a constituir el órgano del Comité Regional de Aragón del PCE.
El Comité Regional de Aragón del PCE en abril de 1982, mediante un I Congreso constituyente, se constituyó bajo las siglas Partido Comunista de Aragón (PCA) como partido autónomo en el seno del PCE. El primer secretario general fue Luis Martínez.
A finales de 2017 se celebró la segunda fase del XX Congreso del PCE, en el que se aprobaron cambios significativos, siendo el de más calado la vuelta al marxismo-leninismo, que se abandonó en el IX Congreso de 1978. Esto provocó un cambio organizativo de envergadura, ya que se vuelve a adoptar el centralismo democrático, dejando de ser una organización federal, que correspondía esta a la división por comunidades autónomas de España, sustituyéndose por comités dependientes de un Comité Central.

## Secretarios generales
| Período                | Secretario General            |
| ---------------------- | ----------------------------- |
| 1982 (abril-julio)     | Luis Martínez                 |
| 1982-1986              | Adolfo Burriel Borque         |
| 1986-1993              | Jesús María Garrido Ituarte   |
| 1993-1999              | Juan Manuel Aragüés Estragues |
| 1999-2005              | Emilio Manrique Persiva       |
| 2005 (enero-noviembre) | Christian H. Martín Rubio     |
| 2005-2014              | Raúl C. Ariza Barra           |
| 2014 - 2022            | Alberto Cubero Serrano        |
| 2022 - actualidad      | Víctor Benedico Güell         |

## Resultados electorales
Presentándose como Partido Comunista de Aragón obtuvo en los primeros comicios autonómicos de Aragón un diputado por la provincia de Zaragoza, y en las segundas elecciones municipales un total de 36 concejales. En las siguientes elecciones se ha presentado dentro de la coalición Izquierda Unida y forma parte de su federación aragonesa.
| Elecciones y fecha  | Votos  | %    | Diputados (d) Concejales (c) |
| ------------------- | ------ | ---- | ---------------------------- |
| Generales de 1977   | 32.728 | 4,96 | -                            |
| Generales de 1979   | 44.613 | 7,11 | -                            |
| Municipales de 1979 |        |      |                              |
| Generales de 1982   | 20.811 | 2,89 | -                            |
| Autonómicas de 1983 | 23.953 | 3,97 | 01 d.                        |
| Municipales de 1983 | 22.701 | 3,81 | 36 c.                        |

## Órganos de expresión
- Publicaciones en la clandestinidad:
  - Entre los años 1970 y 1976 el Comité Regional de Aragón del PCE publicó clandestinamente la revista Ofensiva.
  - Desde 1968 hasta 1977 la Organización Universitaria del PCE publicó Crítica.
  - Entre 1973 y 1977 la Juventud Comunista en Aragón publicaron Cierzo.
- Publicaciones en la legalidad:
  - En la actualidad como publicación interna el PCE-Aragón publica Albada Roja.